# Maywood (Illinois)
Maywood és una població dels Estats Units a l'estat d'Illinois. Segons el cens del 2000 tenia 26.987 habitants.

## Demografia
Segons el cens del 2000, Maywood tenia 26.987 habitants, 7.937 habitatges, i 6.151 famílies. La densitat de població era de 3.844,9 habitants/km².
Dels 7.937 habitatges en un 36,2% hi vivien nens de menys de 18 anys, en un 40,7% hi vivien parelles casades, en un 30,2% dones solteres, i en un 22,5% no eren unitats familiars. En el 19,1% dels habitatges hi vivien persones soles el 6,8% de les quals corresponia a persones de 65 anys o més que vivien soles. El nombre mitjà de persones vivint en cada habitatge era de 3,38 i el nombre mitjà de persones que vivien en cada família era de 3,84.
Per edats la població es repartia de la següent manera: un 31,7% tenia menys de 18 anys, un 10,4% entre 18 i 24, un 27,7% entre 25 i 44, un 20,6% de 45 a 60 i un 9,6% 65 anys o més.
L'edat mediana era de 31 anys. Per cada 100 dones de 18 o més anys hi havia 82,3 homes.
La renda mediana per habitatge era de 41.942 $ i la renda mediana per família de 46.776 $. Els homes tenien una renda mediana de 41.638 $ mentre que les dones 37.316 $. La renda per capita de la població era de 12.915 $. Aproximadament el 9,2% de les famílies i el 12,4% de la població estaven per davall del llindar de pobresa.

## Poblacions properes
El següent diagrama mostra les poblacions més properes.